# Liotyphlops schubarti
Liotyphlops schubarti — вид змій родини американських сліпунів (Anomalepididae). Ендемік Бразилії. Вид названий на честь німецько-бразильського зоолога Отто Шубарта.

## Поширення і екологія
Liotyphlops schubarti відомі з двох місцевостей, розташованих у муніципалітетах Пірасунунга і Бататайс в штаті Сан-Паулу. Вони живуть у саванах серрадо. Ведуть риючий спосіб життя, живляться термітами, яйцями й лялечками мурах.